# Jacaratia chocoensis
Jacaratia chocoensis är en tvåhjärtbladig växtart som beskrevs av Alwyn Howard Gentry och E. Forero. Jacaratia chocoensis ingår i släktet Jacaratia och familjen Caricaceae. Inga underarter finns listade i Catalogue of Life.